# Майка Генкок
Майка Даніель Генкок (англ. Micha Danielle Hancock ; 10 листопада 1992, Макалестер, штат Оклахома, США) — американська волейболістка, пасуючий. Олімпійська чемпіонка 2020 року.

## Із біографії
Народилася в Макалестері (штат Оклахома). Її батько Майкл Генкок був професійним боксером . Мати — Келлі Генкок — грала в баскетбол за команду університету Талси. За волейбольну команду цього ж університету виступала Келсі Генкок — сестра Майкі.
Волейболом почала займатися у школі міста Едмонда (Оклахома). У 2007, 2009 і 2010 роках визнавалася найкращим гравцем своєї шкільної команди у чемпіонатах штату Оклахома.
У 2011—2014 виступала за студентську команду Університету штату Пенсільванія. У 2013 і 2014 роках ставала переможцем чемпіонатів Національної асоціації студентського спорту.
У січні 2015 року поїхала до Італії, де уклала свій перший професійний контракт, приєднавшись до команди «Імоко Воллей» з Конельяно, за яку грала два-три місяці. Після цього перейшла до «Індіаса де Маягуеса», з яким стала срібним призером чемпіонату Пуерто-Рико. У 2015—2017 захищала кольори польських клубів, а в 2017 повернулася до Італії. Три сезони виступала за одну з найсильніших команд цієї країни — «Ігор Горгондзола» з Навари. У її складі виграла в 2021 році срібло чемпіонату і Кубка Італії.
З 2016 року є гравцем національної збірної США. У її складі двічі вигравала Лігу націй та двічі Панамериканський Кубок. У 2021 році виграла «золото» на відкладених на рік Олімпійських іграх.

## Клуби
| Роки      | Команди                       |
| --------- | ----------------------------- |
| 2014—2015 | «Імоко Воллей» (Конельяно)    |
| 2015      | «Індіас де Маягуес» (Маягуес) |
| 2015—2016 | «Таурон» (Домброва-Гурнича)   |
| 2016—2017 | «Імпел» (Вроцлав)             |
| 2017—2019 | «Саугелла» (Монца)            |
| 2019—2022 | «Ігор Горгонзола» (Новара)    |
| 2022—2023 | «Валлефолья»                  |
| 2023—2024 | «Казальмаджоре»               |
| 2024—     | «Х'юстон»                     |

## Досягнення
Зі збірною США
- Олімпійська чемпіонка 2020
- срібний призер Олімпіади 2024
- дворазовий переможець Ліги націй — 2018, 2021
- дворазовий переможець розіграшів Панамериканського кубка — 2017, 2019
  - бронзовий призер Панамериканського Кубка 2016

З клубами
- чемпіонка NCAA — 2013, 2014
- срібний призер чемпіонату Пуерто-Рико 2015
- переможець розіграшу Кубка виклику ЄКВ 2019
- срібний (2021) та бронзовий (2022) призер чемпіонатів Італії
- срібний призер розіграшів Кубка Італії — 2021, 2022
- володар Кубка Першої волейбольної ліги[en] — 2025

Індивідуальні
- 2016: найкраща на подачі Панамериканського кубка
- 2017: Найкраща гравчиня, найкраща зв'язуюча і найкраща на подачі Панамериканського кубка
- 2019: Найкраща гравчиня і найкраща зв'язуюча Панамериканського кубка

## Статистика
Статистика виступів в єврокубках:
| Сезон   | Клуб                       | Турнір         | Ігри | Сети | Очки | Ср.  | Примітки |
| ------- | -------------------------- | -------------- | ---- | ---- | ---- | ---- | -------- |
| 2014/15 | «Імоко Воллей» (Конельяно) | Кубок ЄКВ      | 1    | 4    | 3    | 0,75 |          |
| 2018/19 | «Саугелла» (Монца)         | Кубок виклику  | 5    | 20   | 21   | 1,05 |          |
| 2019/20 | «Ігор Горгонзола» (Новара) | Ліга чемпіонів | 6    | 21   | 39   | 1,86 |          |
| 2020/21 | «Ігор Горгонзола» (Новара) | Ліга чемпіонів | 10   | 35   | 36   | 1,03 |          |
| 2021/22 | «Ігор Горгонзола» (Новара) | Ліга чемпіонів | 5    | 15   | 6    | 0,4  |          |
| 2023/24 | «Казальмаджоре»            | Кубок виклику  | 1    | 3    | 3    | 1    |          |
| Всього  | Всього                     | Всього         | 28   | 98   | 108  | 1,1  |          |

Статистика виступів у збірній на Олімпіаді і чемпіонаті світу:
| Рік    | Турнір           | Ігри | Сети | Очки | Ср.  | Місце | Примітки |
| ------ | ---------------- | ---- | ---- | ---- | ---- | ----- | -------- |
| 2018   | Чемпіонат світу  | 12   | 43   | 18   | 0,42 | 5     |          |
| 2021   | Олімпійські ігри | 4    | 8    | 5    | 0,62 | 1     |          |
| 2024   | Олімпійські ігри | 2    | 8    | 1    | 0,12 | 2     |          |
| Всього | Всього           | 18   | 59   | 24   | 0,41 |       |          |